# Arie Kloostra
Arie Kloostra (Herpt, 6 maart 1918 - Epse, 21 oktober 1998) was een Nederlandse communist en verzetsstrijder in de Tweede Wereldoorlog.

## Vooroorlogse periode
Arie Kloostra werd geboren in Herpt als zoon van Tjerk Kloostra en Josina Kooijman. Het gezin telde uiteindelijk twaalf kinderen. Zijn beroep was meubelstoffeerder bij Pander. Hij en vier van zijn vijf broers werden communist. Kloostra vocht als vrijwilliger in de Internationale Brigades tijdens de Spaanse Burgeroorlog. Hij liep daar schotwonden op aan zijn arm en borst, die door Gerrit Willem Kastein behandeld werden. Als gevolg van zijn deelname aan de Spaanse burgeroorlog werd hem in 1939 het Nederlanderschap ontnomen zodat hij staatloos werd. Na terugkeer uit Spanje herkreeg hij zijn baan als meubelstoffeerder bij de Haagse meubelfabriek Pander.

## Verzet
Tijdens de Tweede Wereldoorlog werd Kloostra meteen na de Nederlandse capitulatie actief in het verzet. Vanuit de landelijke leiding van de CPN was de richtlijn uitgevaardigd dat er voorlopig geen gewapend verzet zou worden gepleegd. In Den Haag trok men zich niet veel van die richtlijn aan en werd een militante kleine verzetsgroep binnen de veel grotere Haagse communistische verzetsgroep gevormd. Tot de militante groep behoorden Gerrit Willem Kastein, Cornelis Simonis, Sally Dormits en zijn broer Tjerk Kloostra; de laatste twee liepen van begin af aan regelmatig met een vuurwapen op zak.

## Inval in Sovjet-Unie
In de zomer van 1940 kwam Kloostra erachter dat in de meubelfabriek duizenden Schneekufen, onderstellen van vliegtuigen om in de sneeuw te kunnen landen, werden gemaakt. Ze waren bestemd voor Junkers-52 transportvliegtuigen. Hij realiseerde zich meteen dat dit een voorbereiding was op een winteroorlog en dat dat alleen maar een aanval op de Sovjet-Unie kon betekenen. Hij gaf het bericht meteen door Nico Wijnen, die deel uitmaakt van de leiding van de communistische verzetsgroep in Den Haag. Wijnen gaf het door aan de contactman met de centrale partijleiding Herman Holstege, die het bericht overbracht aan de Amsterdamse communist Daan Goulooze. Goulooze wist niet of hij waarde aan het bericht moest hechten. Goulooze was de op een na belangrijkste man binnen een Russische spionagegroep die later door de Duitsers Die Rote Kapelle zou worden gedoopt. De leiding was in handen van Leon Trepper die in Brussel woonachtig was. Goulooze pleegde overleg met Trepper en die adviseerde om het bericht onmiddellijk radiografisch naar Moskou te zenden. Goulooze bediende in Amsterdam verschillende geheime zenders en zond het bericht naar Moskou.(Na de oorlog realiseerde Kloostra zich dat de ski's bestemd waren geweest voor de inval in Noorwegen).
Na 1945 is er onder historici lange tijd strijd geweest over de vragen of Stalin van een inval door Duitsland wist en of de Duitsers voorbereid waren op een winteroorlog. Uit deze gang van zaken kan beide in positieve zin worden geantwoord. Omdat de Duitsers de inschakeling van Pander al voor de inval in Nederland voorbereid hadden, Pander werd vlak na de Nederlandse capitulatie nog in mei 1940 benaderd met een kant-en-klaar ontwerp en een planning voor de levering, moet geconcludeerd worden dat Duitsland al vrij snel na het afsluiten van het Molotov-Von Ribbentroppact besloten hadden om de Sovjet Unie aan te vallen. Mogelijk was daartoe al ten tijde van het afsluiten besloten.

## Arrestatie
Kloostra was vanwege de massale arrestatie van communisten in de periode begin juni-september 1941 ondergedoken. In 1943 is hij door verraad van een kapster, die zijn haren zwart verfde om tijdens de onderduikperiode het verzetswerk onder een valse naam voort te zetten, gearresteerd.
Op weg naar zijn eetadres bespeurde hij onraad, probeerde te vluchten voor een schietend arrestatieteam.
Hij kwam terecht in een portiek waar hij tevergeefs bij meerdere deuren heeft aangebeld voor hulp. Helaas werd er nergens opengedaan wat resulteerde in zijn arrestatie.
Arie Kloostra is na zijn arrestatie overgebracht naar de gevangenis van Scheveningen en vandaar uit overgebracht naar kamp Vught.
Op 26 mei 1944 werden de broers Arie, Johan en Reinder Kloostra vanuit Vught naar Dachau overgebracht, waar hun broer Jan (komende vanuit 't Nacht und Nebel kamp Gross-Rosen in Polen) toen al bijna twee jaar zat. Alle vier de broers overleefden de oorlog. Hun andere broer, Tjerk, is in Den Haag op straat door de Duitsers doodgeschoten. Naar hem is een straat in Den Haag benoemd.
Na de bevrijding van kamp Dachau op 29 april 1945 is hij samen met andere gevangenen in een georganiseerde bus naar huis vertrokken.